# Блуменфелдов гамбит
Овај чланак користи алгебарску шаховску нотацију како би се описали шаховски потези.
Блуменфелдов гамбит је шаховско отварање које карактеришу потези 3 ... е6 4. Сф3 б5 у Бенонијевој одбрани настао након:
1. д4 Сф6
2. ц4 ц5
3. д5 е6
4. Сф3 б5
или алтернативно:
1. д4 Сф6
2. ц4 е6
3. Сф3 ц5
4. д5 б5
Заправо је могуће чак 30 различитих потеза за премјештање.  Енциклопедија шаховских отварања сортира Блуменфелдов гамбит под ознаком Е10 (1.д4 Сф6 2.ц4 е6 3. Сф3).

## Општа разматрања
Црни жртвује пјешака да би створио импозантни центар са пјешацима на ц5, д5 и е6. Природни развој ловца до б7 и д6, у комбинацији с полуотвореном ф-линијом за потез, обично олакшавају игру црног на краљевој страни. Са друге стране, бијели ће обично гледати као да се супротстави у центру играјући е4 у неком тренутку, док му додатни пјешак са дамине стране такође нуди неку иницијативу на тој страни плоче.

## Поријекло
Отварање је добило име по руском мајстору Бењамину Блуменфелду, а касније га је играо свјетски првак Александар Аљехин .
Положај отварања може се постићи и преко Бенко Гамбита (1.д4 Сф6 2.ц4 ц5 3.д5 б5 4. Сф3 е6). Могући наставци су 5.дхе6 (Кан – Голденов, 1946), 5. Лг5 (Ваганиан - К. Григориан, 1971), 5.е4, или 5.а4 (Рубинштајн – Спилман, 1922),  са 5. Лг5 се најчешће игра када се користи овај гамбит.